# Park Ju-hyun
Park Ju-hyun (Hangul: 박주현 , Hanja: 朴柱炫, Hán-Việt: Phác Trụ Huyễn; sinh ngày 5 tháng 10 năm 1994) là một nữ diễn viên người Hàn Quốc trực thuộc công ty giải trí 935 Entertainment. Cô ra mắt với bộ phim Đại ca hóa soái ca và sau đó là bộ phim truyền hình Drama Stage Season 3: My Wife's Bed của đài tvN. Cô được khán giả công nhận nhiều hơn khi xuất hiện trong bộ phim truyền hình dài tập Em là một nửa đời anh và vai chính đầu tiên Bae Gyu-ri trong loạt phim của Netflix Hoạt động ngoại khóa.

## Tiểu sử
Park Ju-hyun sinh ngày 5 tháng 10 năm 1994 tại Busan, Hàn Quốc. Cô bắt đầu quan tâm đến nghệ thuật khi xem vở kịch Cats vào năm đầu trung học. Cô theo học tại trường Đại học Nghệ thuật Quốc gia Seoul và xuất hiện trong các bộ phim và vở kịch ngắn khi còn là sinh viên.

## Sự nghiệp
Cô ra mắt màn ảnh Hàn qua bộ phim điện ảnh Đại ca hóa soái ca (2019) với vai trò khách mời. Cùng năm, cô tham gia bộ phim Drama Stage Season 3: My Wife's Bed (2019) của đài tvN. Cô được khán giả quan tâm hơn khi tham gia bộ phim truyền hình Em là một nửa đời anh (2019) của đài tvN.
Năm 2020, cô có vai chính đầu tay trong sự nghiệp diễn xuất trong loạt phim Hoạt động ngoại khóa được phát hành bởi Netflix. Bộ phim khai thác mặt tối của của các vấn nạn học đường. Mặc dù con khá mới mẻ với ngành công nghiệp điện ảnh khi chỉ xuất hiện trong 2 bộ phim truyền hình trước đó, nhưng cô được khán giá và giới phê bình đánh giá cao vì lối diễn xuất đặc biệt ấn tượng, giọng nói nhẹ nhàng và vẻ đẹp thanh thoát. Cùng năm, cô tham gia đóng chính trong bộ phim truyền hình Thám tử Zombie của đài KBS2, đóng cùng với nam diễn viên Choi Jin-hyuk.
Năm 2021, cô tham gia đóng chính trong bộ phim truyền hình hình sự, trinh thám giật gân Mouse: Kẻ săn người của đài tvN cùng với Lee Seung-gi, Lee Hee-jun và Kyung Soo-jin.
Năm 2022, cô tham gia đóng chính trong bộ phim Chạy đến bên em với vận tốc 493km cùng với nam diễn viên Chae Jong-hyeop.

## Danh sách phim

### Phim điện ảnh
| Năm  | Tựa đề             | Vai           | Ghi chú   | Ng.          |
| ---- | ------------------ | ------------- | --------- | ------------ |
| 2019 | Đại ca hóa soái ca | Học sinh số 1 | Vai phụ   |              |
| 2022 | Rượt đuổi Seoul    | Park Yoon-hee | Vai chính | [ 9 ] [ 10 ] |
| 2024 | Silence            | Yoo-ra        | Vai phụ   | [ 11 ]       |
| 2024 | Drive              | Han Yu-na     | Vai chính | [ 12 ]       |

### Phim truyền hình
| Năm  | Tựa đề                            | Kênh    | Vai           | Ghi chú   | Ng.    |
| ---- | --------------------------------- | ------- | ------------- | --------- | ------ |
| 2019 | Drama Stage – My Wife's Bed       | tvN     | Han Che-ri    | Vai phụ   | [ 13 ] |
| 2020 | Em là một nửa đời anh             | tvN     | Kim Ji-soo    | Vai phụ   |        |
| 2020 | Hoạt động ngoại khóa              | Netflix | Bae Gyu-ri    | Vai chính | [ 14 ] |
| 2020 | Thám tử Zombie                    | KBS2    | Kong Sun-ji   | Vai chính | [ 7 ]  |
| 2021 | Mouse: Kẻ săn người               | tvN     | Oh Bong-yi    | Vai chính | [ 15 ] |
| 2022 | Chạy đến bên em với vận tốc 493km | KBS2    | Park Tae-yang | Vai chính | [ 16 ] |
| 2022 | Lệnh cấm hôn                      | MBC     | Ye So-Rang    | Vai chính | [ 17 ] |

### Dẫn chương trình
| Năm  | Chương trình                 | Vai trò | Ghi chú          | Ng.    |
| ---- | ---------------------------- | ------- | ---------------- | ------ |
| 2020 | Asia Artist Awards lần thứ 5 | Chủ trì | cùng với Leeteuk | [ 18 ] |

### Video âm nhạc
| Năm  | Tiêu đề   | Nghệ sĩ                               | Thời lượng | Ng.    |
| ---- | --------- | ------------------------------------- | ---------- | ------ |
| 2019 | "Swing"   | OurR                                  | 3:36       |        |
| 2020 | "Cartoon" | Zico                                  | 3:50       | [ 19 ] |
| 2020 | "Workman" | Jang Sung-kyu (feat. Jay Park, Sik-K) | 2:48       |        |

## Danh sách đĩa nhạc

### Đĩa đơn
| Tựa đề                        | Năm  | Album                                 |
| ----------------------------- | ---- | ------------------------------------- |
| "My Own Season" (나만의 계절) | 2022 | Chạy đến bên em với vận tốc 493km OST |

### Sáng tác
| Năm  | Tựa đề    | Ca sĩ     | Viết lời | Soạn nhạc |
| ---- | --------- | --------- | -------- | --------- |
| 2018 | "Monster" | Henry Lau | Yes      | No        |

## Giải thưởng và đề cử
| Giải thưởng          | Năm  | Hạng mục                                     | Tác phẩm đề cử/Người nhận                          | Kết quả   | Ng.           |
| -------------------- | ---- | -------------------------------------------- | -------------------------------------------------- | --------- | ------------- |
| APAN Star Awards     | 2021 | Nữ diễn viên mới xuất sắc nhất               | Thám tử Zombie                                     | Đề cử     | [ 22 ]        |
| Asia Artist Awards   | 2020 | Choice Award (Actor)                         | Park Ju-hyun                                       | Đoạt giải | [ 23 ]        |
| Baeksang Arts Awards | 2021 | Nữ diễn viên mới xuất sắc nhất – Truyền hình | Hoạt động ngoại khóa                               | Đoạt giải | [ 24 ] [ 25 ] |
| KBS Drama Awards     | 2020 | Nữ diễn viên mới xuất sắc nhất               | Thám tử Zombie                                     | Đề cử     | [ 26 ]        |
| MBC Drama Awards     | 2022 | Cặp đôi đẹp nhất                             | Park Ju-hyun (cùng với Kim Young-dae) Lệnh cấm hôn | Đề cử     | [ 27 ]        |
| MBC Drama Awards     | 2022 | Nữ diễn viên xuất sắc                        | Lệnh Cấm Hôn                                       | Đoạt giải | [ 28 ]        |
| KBS Drama Awards     | 2022 | Nữ diễn viên mới xuất sắc                    | Chạy đến bên em với vận tốc 493km                  | Đề cử     | [ 29 ]        |